# 反应商
在化学中，一个反应商（英語：Reaction quotient，常以Qr或Q表示）是一个活性度或反應內化学物浓度的函數。在化学平衡這個特殊情况下，该反应的反应商等于平衡常数。

## 定義
在一个一般的化学反应中，反应物A分量為α摩爾，反应物B分量為β摩爾，给出產物S為σ摩爾及产物T為τ摩爾，則化學方程可以写成
αA + βB ⇌ σS + τT
雖然在许多情况下，反应物可能接近完全反应，但該方程仍被寫成一個平衡。混合A和B並允许反应时，反应商，Qr定义为:
{\displaystyle Q_{r}={\frac {\left\{S_{t}\right\}^{\sigma }\left\{T_{t}\right\}^{\tau }}{\left\{A_{t}\right\}^{\alpha }\left\{B_{t}\right\}^{\beta }}}}
当中{Xt}表示X在時間t的瞬时活性度。一个更加通用的定义是：
{\displaystyle Q_{r}={\frac {\prod _{j}a_{j}^{\nu _{j}}}{\prod _{i}a_{i}^{\nu _{i}}}}}
當中Пj是变量对于所有的下标j的积，对Пi亦同样，該分數的分子，是反应物活性度的反应系数νj次幂的乘积，而分母则为对产物的相似做法。所有的活性皆指时间t。
随着时间过去，假设没有能量障碍的情况下，反应与生成物发生反应，因此反应商数会改变。最后，化物的活性度成为常数，這個時候混合物便可以说成达至平衡。因此，平衡常数K则可以符号写成为
K = Qr（t→∞）
实际上，在大部分反应中，混合物會在有限时间内达至化学平衡。

## 與平衡位置關係
- 如果Qr < K，反應向右移，即正反應速度大於逆反應。
- 如果Qr > K，反應向左移，即逆反應速度大於正反應。
- 如果Qr = K，則反應達平衡狀態。

根據范特霍夫等温公式推導，反應商Qr與吉布斯能（ΔG）及標準形態的吉布斯能（ΔG0）的關係如下：
ΔG = ΔG0 + RT ln Qr